# Cử tạ tại Thế vận hội Mùa hè 2008
Giải cử tạ tại Thế vận hội Mùa hè 2008 diễn ra từ ngày 9 đến ngày 19 tháng 8 năm 2008 tại Nhà thi đấu trường Đại học Hàng không và Vũ trụ Bắc Kinh.

## Xếp hạng theo quốc gia
| 1    | Trung Quốc (CHN)        | 8  | 1  | 0  | 9  |
| 2    | Hàn Quốc (KOR)          | 2  | 1  | 0  | 3  |
| 3    | Kazakhstan (KAZ)        | 1  | 2  | 1  | 4  |
| 4    | Belarus (BLR)           | 1  | 1  | 1  | 3  |
| 5    | CHDCND Triều Tiên (PRK) | 1  | 0  | 1  | 2  |
| 6    | Đức (GER)               | 1  | 0  | 0  | 1  |
| 6    | Thái Lan (THA)          | 1  | 0  | 0  | 1  |
| 8    | Nga (RUS)               | 0  | 4  | 3  | 7  |
| 9    | Ukraina (UKR)           | 0  | 1  | 1  | 2  |
| 10   | Colombia (COL)          | 0  | 1  | 0  | 1  |
| 10   | Pháp (FRA)              | 0  | 1  | 0  | 1  |
| 10   | Ba Lan (POL)            | 0  | 1  | 0  | 1  |
| 10   | Thổ Nhĩ Kỳ (TUR)        | 0  | 1  | 0  | 1  |
| 10   | Việt Nam (VIE)          | 0  | 1  | 0  | 1  |
| 15   | Armenia (ARM)           | 0  | 0  | 3  | 3  |
| 16   | Đài Bắc Trung Hoa (TPE) | 0  | 0  | 2  | 2  |
| 16   | Indonesia (INA)         | 0  | 0  | 2  | 2  |
| 18   | Latvia (LAT)            | 0  | 0  | 1  | 1  |
| Tổng | Tổng                    | 15 | 15 | 15 | 45 |

## Bảng huy chương

### Nam
| Nội dung | Vàng                            | Bạc                               | Đồng                            |
| -------- | ------------------------------- | --------------------------------- | ------------------------------- |
| 56 kg    | Long Thanh Tuyền · Trung Quốc   | Hoàng Anh Tuấn · Việt Nam         | Eko Yuli Irawan · Indonesia     |
| 62 kg    | Trương Tương Tường · Trung Quốc | Diego Salazar · Colombia          | Triyatno · Indonesia            |
| 69 kg    | Liêu Huy · Trung Quốc           | Venceslas Dabaya-Tientcheu · Pháp | Tigran G. Martirosyan · Armenia |
| 77 kg    | Sa Jae-Hyouk · Hàn Quốc         | Lý Hoành Lợi · Trung Quốc         | Gevorg Davtyan · Armenia        |
| 85 kg    | Lục Vĩnh · Trung Quốc           | Andrei Rybakou · Belarus          | Tigran V. Martirosyan · Armenia |
| 94 kg    | Ilya Ilin · Kazakhstan          | Szymon Kolecki · Ba Lan           | Khadzhimurat Akkaev · Nga       |
| 105 kg   | Andrei Aramnau · Belarus        | Dmitriy Klokov · Nga              | Dmitry Lapikov · Nga            |
| +105 kg  | Matthias Steiner · Đức          | Evgeny Chigishev · Nga            | Viktors Ščerbatihs · Latvia     |

### Nữ
| Nội dung | Vàng                                        | Bạc                           | Đồng                              |
| -------- | ------------------------------------------- | ----------------------------- | --------------------------------- |
| 48 kg    | Trần Tiếp Hà · Trung Quốc                   | Sibel Özkan · Thổ Nhĩ Kỳ      | Trần Vi Lăng · Đài Bắc Trung Hoa  |
| 53 kg    | Prapawadee Jaroenrattanatarakoon · Thái Lan | Yoon Jin-Hee · Hàn Quốc       | Nastassia Novikava · Belarus      |
| 58 kg    | Trần Diễm Thanh · Trung Quốc                | Marina Shainova · Nga         | O Jong Ae · CHDCND Triều Tiên     |
| 63 kg    | Pak Hyon Suk · CHDCND Triều Tiên            | Irina Nekrassova · Kazakhstan | Lô Ánh Kĩ · Đài Bắc Trung Hoa     |
| 69 kg    | Lưu Xuân Hồng · Trung Quốc                  | Oxana Slivenko · Nga          | Natalya Davydova · Ukraina        |
| 75 kg    | Tào Lỗi · Trung Quốc                        | Alla Vazhednina · Kazakhstan  | Nadezhda Evstyukhina · Nga        |
| +75 kg   | Jang Mi-Ran · Hàn Quốc                      | Olha Korobka · Ukraina        | Mariya Grabovetskaya · Kazakhstan |